# 기요모토 다쿠미
기요모토 다쿠미(일본어: 清本 拓己, 1993년 6월 7일 ~ )는 일본의 축구 선수로, 포지션은 윙어이다. K리그시절 등록명은 키요모토이다.

## 구단 경력
그는 2013년부터 2023년까지 J리그의 FC 기후, 오이타 트리니타, 후지에다 MYFC, FC 오사카에서 활동하였다.